# Evolução territorial de Blumenau
Esta é uma linha do tempo da evolução territorial das fronteiras de Blumenau, listando todas as mudanças às fronteiras externas e internas da cidade.
Blumenau foi elevado a condição de cidade em 1894, através da Lei Estadual nº197, de 28 de julho, após ter se separado do município de Itajaí como vila pela Lei Provincial nº860, de 4 de fevereiro de 1880. Formado originalmente com 3 distritos (Blumenau-sede, Gaspar e Indaial), o município teve seu território expandido, englobando novas terras e criando-se outros distritos. No auge de sua extensão territorial em 1930, possuia 9 distritos em 10.610 km² de terra. A partir deste mesmo ano, uma série de desmembramentos promovidos pelos governos nacional e estadual diminuiu as fronteiras externas de Blumenau para os atuais 519,837 km², gerando 31 novos municípios.

## Cronologia
28 de julho de 1894
A cidade de Blumenau é criada através de Lei Estadual nº197, elevando-se da condição de vila, originalmente desmembrada de Itajaí. A nova cidade é dividida em 3 distritos: Blumenau-sede, Indaial e Gaspar.
2 de março de 1912
Através da Lei Municipal nº80 é criado o Distrito de Hamônia e anexado à Blumenau.
13 de março de 1912
É criado o distrito de Bella Aliança.
16 de setembro de 1916
É criado o Distrito de Encruzilhada pela Lei Municipal nº98.
16 de abril de 1919
Pela Lei Municipal nº120, cria-se o Distrito de Rodeio e o
Distrito de Ascurra.
16 de agosto de 1921
O Distrito de Massaranduba é criado a partir da Lei Municipal nº142.
30 de maio de 1922
É criado o distrito de Benedito Timbó pela Lei Municipal nº148.
10 de outubro de 1930
É desmembrado de Blumenau o Distrito de Bella Aliança, sob o nome de Rio do Sul, em território correspondente aos atuais municípios de Rio do Sul, Taió, Ituporanga, Rio do Oeste, Pouso Redondo, Trombudo Central, Lontras, Laurentino e Agronômica, Braço do Trombudo, Aurora, Mirim Doce, Rio do Campo, e Salete.
17 de fevereiro de 1934
Por Decreto Estadual, o Distrito de Hamônia é desmembrado de Blumenau, sob o nome de Dalbérgia, território que hoje corresponde aos municípios de Ibirama, Presidente Getúlio, José Boiteux, Dona Emma, Vitor Meireles e Witmarsum. Sob o mesmo decreto, são emancipados o Distrito de Gaspar, formando o município de Gaspar, e os distritos de Indaial e Ascurra, sob o nome de Indaial, em território que corresponde atualmente aos municípios de Indaial, Apiúna e Ascurra.
28 de fevereiro de 1934
O distrito de Benedito Timbó é elevado à categoria de município com o nome de Timbó, através do Decreto Estadual nº527, em área correspondente aos atuais Timbó, Benedito Novo, Rio dos Cedros, Rodeio e Doutor Pedrinho.
31 de dezembro de 1943
Pelo Decreto Estadual nº 941, é criado novo distrito a partir do Distrito de Massaranduba, denominado Distrito da Vila Itoupava.
11 de dezembro de 1948
O distrito de Massaranduba é elevado à categoria de município com o nome de Massaranduba, através da Lei Estadual nº247.
19 de dezembro de 1958
Pela Lei Estadual nº380, o Distrito de Rio do Testo é emancipado de Blumenau, sob a denominação de Pomerode.
17 de dezembro de 1999
Através da Lei Municipal nº 251 é criado o distrito do Grande Garcia, cobrindo os bairros Garcia, Glória, Ribeirão Fresco, Progresso, Vila Formosa e Valparaíso.